# Llyn y Fan Fach
Llyn y Fan Fach (en Galés significa “Lago de la pequeña colina”) es un lago de aproximadamente 10 hectáreas situado al margen norte de la Black Mountain, en Carmarthenshire, Gales del Sur y se encuentra dentro del parque nacional Brecon Beacons. El lago se encuentra a una altitud aproximada de 510 metros (1,660 ft) en el norte de la cresta de Carmarthen Fans. Es el más pequeño de los dos lagos que hay en este macizo: el Llyn y Fan Fawr, un poco más grande, está a unos 3,2 kilómetros (2 mi) al este.

## Geología

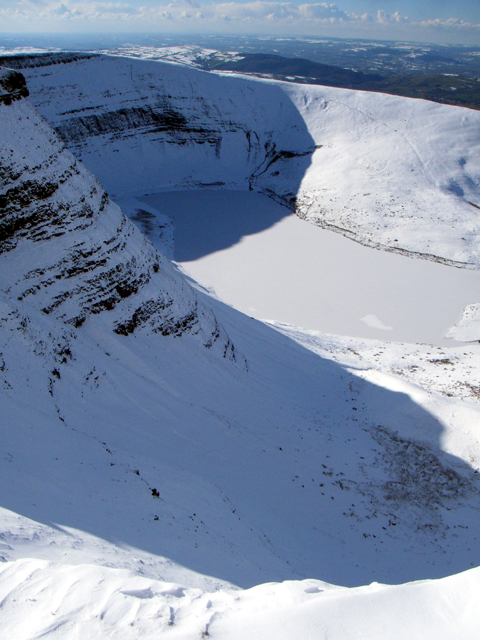
Lago nevado.

El lago esta bajo varios picos de montaña prominentes, principalmente Picws Du y Waun Lefrith.  Waun Lefrith está formado de arenisca y lutita de Brownstones Formation de Old Red Sandstone establecido durante el periódico Devónico. Sus laderas del sur se forman a partir de las areniscas resistentes de las capas superiores de Plateau Beds Formation que 
son de la edad Devónica tardía o superior. Son esas las rocas que forman riscos verticales a lo largo de la cima de la escarpa. En la cara septentrional de Waun Lefrith había un glaciar durante la era del Hielo que descubrió el circo glaciar en el que ahora está Llyn y Fan Fach. Esto se vacía a través de Afon Sawdde en el río Towy. Las laderas del sur drenan a través de Twrch Fechan, Nant Menyn y Nant Lluestau hacia Afon Twrch y así hasta el río Tawe. Grandes morrenas se encuentran al este de la cumbre en la base de la escarpa, y debajo del pico prominente de Picws Du, así como los que represan el lago.

## Leyenda

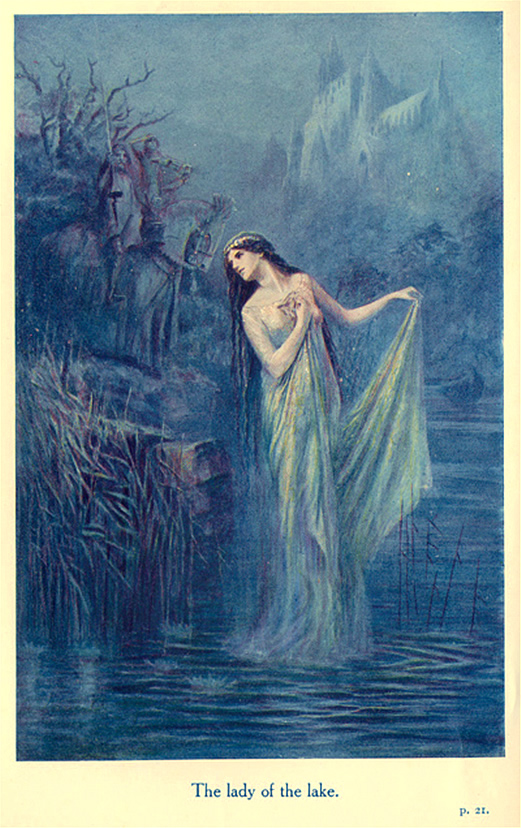
La Dama del Lago en Lancelot Speed's ilustración de James Thomas Knowles' The Legends of King Arthur and His Knights (1912).

Una leyenda folclore está relacionada con el lago, es más bien conocida como La Dama del Lago. Según una versión de la leyenda, un niño (Gwyn) paseaba a sus ovejas y a su ganado alrededor del lago de Llyn y Fan Fach, El chico se pasaba largas horas mirando las aguas del lago soñando despierto. El niño había nacido el día en que las primeras flores de primavera abrieron sus pétalos en las montañas. Cuando tuvo la edad suficiente le surgió el trabajo de cuidar las ovejas y el ganado que pastaban en Llyn y Fan Fach.  Pasó muchos años de su infancia junto al lago, hasta que llegó a la edad para casarse. Un día, cuando era joven, miró fijamente las frías y claras aguas del lago y se sorprendió al ver la forma de la mujer más hermosa salir lentamente del agua hacia él. Nunca había visto a nadie tan hermosa en su vida y se quedó estupefacto cuando ella salió del agua hacia él. Cuando sus ojos se encontraron, se enamoró de ella al instante. Si era un hada o una diosa, Gwyn no lo sabía, pero estaba claro que se trataba de un ser sobrenautral.  No le importaba que estuviera absolutamente enamorado y bajo su hechizo.  Ella parecía ser una fuente de sabiduría y conocimiento y tenía poderes místicos y extraordinarios. Le mostró el futuro que veía para él, explicándole que se haría rico y respetado si aceptaba su propuesta de que los dos se casaran.
El joven estaba enamorado y habría hecho cualquier cosa que ella le pidiera sin la recompensa de la riqueza y el respeto, así que aceptó de inmediato.  Sin embargo, había ciertas condiciones que debían seguirse si se casaban.  La primera condición era que nunca, nunca, la golpeara tres veces.  La segunda era que debía mantener en secreto de dónde venía ella y nunca revelar a nadie la fuente sobrenatural de su relación y su buena fortuna.  El joven aceptó fácilmente estas condiciones. Resultó difícil explicar su repentina aparición y su matrimonio a la pequeña y unida comunidad galesa de Myddfai, sin embargo, se las arregló para calmar la curiosidad local y la pareja se casó.

### Después de la boda
Después de la boda, las ovejas y el ganado del joven crecieron más sanos y fuertes. El nombre de corderos y vaquillas aumentó y el valor de su ganado aumentó gracias a la cría de carneros y toros excepcionales. Su ganado aumentó el valor y sus carneros y todos se pedían para la cría.
Gwyn se hizo bueno negociando los mejores precios para sus animales en el mercado y se convirtió en un criador muy respetado y en un exitoso comerciante que pronto tuvo su propia granja.  Empezó a obtener pequeños beneficios que invirtió conscientemente en la compra y alquiler de tierras y se diversificó en la cría de caballos. Se ganó la reputación de ser un buen y honesto hombre de negocios que era respetado.  Era amigo de muchos y sus consejos eran muy solicitados y a través de sus empresas comerciales toda la comunidad local prosperaba.
A lo largo de los años su esposa se mantuvo callada en el fondo dirigiendo la casa. La feliz pareja tuvo tres hermosos hijos y su esposa siempre estuvo ahí para ayudar y apoyar a su marido. La pareja estaba muy enamorada y se notaba.  A lo largo de los años, a medida que su riqueza y prosperidad crecía, el joven se volvió un poco arrogante a veces, a veces ignorando viejos amigos y conocidos y a veces olvidando algunas de sus promesas y valores.  El resultado de esto fue que la gente empezó a confiar menos en él y él perdía en los negocios y las ganancias y por eso se enfadaba

### Tres golpes
Un día su esposa quedó con Gwyn en el mercado, él estaba molesto porque su negocio estaba empezando a ir mal. Como parecía molesto, ella le preguntó qué le pasaba pensando que le ayudaría hablar de ello. El joven la golpeó, no con fuerza, pero sin embargo la golpeó. Digna, su esposa le recordó las condiciones más importantes de su matrimonio. Lleno de vergüenza, le pidió perdón y prometió no volver a hacer algo así.  Ella lo perdonó de inmediato.  Pero a pesar de su promesa, ocurrió una segunda vez y ella lo volvió a perdonar. Finalmente, ocurrió una tercera vez. Pero esta vez su esposa se puso de pie, lo miró a los ojos y le dijo que su matrimonio había terminado. 

### La Dama regresa al lago
Inmediatamente le dio la espalda y volvió al lago con él intenantdo desesperadamente pararla.  Mientras caminaba por su granja llamó a todos los animales por su nombre y todas las ovejas, vacas, patos, pollos y otros animales de granja la siguieron mientras se dirigía al lago. No importaba cuán rápido corriera, no podía atraparla y sus gritos de perdón resonaban en las montañas, pero ella nunca se giró y nunca dijo otra palabra.  Cuando llegó al lago, se adentró en el agua sin volverse atrás, con todos los animales siguiéndola hasta las frías aguas del lago.  Su angustiado marido y sus hijos se quedaron llorando en la orilla del lago, sus gritos de angustia resonaban en las montañas vacías.

### Una versión diferente
En otra versión no hay deterioro en el comportamiento del joven, y hay poca violencia o ninguna.  El primer golpe ocurre cuando la pareja se dirigía a una boda y no fue más que un golpe juguetón en la espalda con un par de guantes, pero contó como el primer golpe.  El segundo ocurrió en un bautizo cuando su esposa comenzó a llorar cuando todos los demás estaban felices por el bebé.  Gwyn golpeó a su mujer en el hombro y le preguntó por qué lloraba.  Su esposa, que venía del otro mundo, tenía el don de la previsión. Esta le dijo que podía ver que el pobre bebé tendría una corta vida de dolor y sufrimiento y que por eso lloraba. Además, le dijo que él la había golpeado por segunda vez y le recordó otra vez las condiciones de su matrimonio. Gwyn estaba dolido porque amaba a su esposa con todo su corazón y con ella había tenido tres hijos jóvenes de los que estaba orgulloso. Él pidió perdón prometiendo no la volvería a golpear nunca más. 
Aunque a partir de entonces Gwyn estaba en guardia, el tercer golpe llegó en el funeral del niño al que habían asistido en el bautizo.  Mientras todos los hombres estaban tristes y las mujeres lloraban, la dama carcajeó de repente.  Conmocionado, le tocó el hombro y le preguntó por qué se reía en una ocasión tan terriblemente triste.  Ella le dijo que con su visión de hada podía ver a la niña en el Otro Mundo. La niña viva bien, feliz y libre de todo sufrimiento. Le dijo entonces que acababa de golpearla por tercera vez y que su matrimonio había terminado.  Con eso ella se puso de rodillas y salió de la iglesia en dirección al lago del que había venido.  Al cruzar la tierra de su granja llamó a todos los animales y aves de corral y todos la siguieron por el camino del lago.
Gwyn corrió tras ella llorando y rogándole que se quedara, pero por mucho que lo intentara no pudo alcanzarla. Sus tres hijos pequeños también corrieron detrás llamándola.  Ella caminó directamente por el camino para ir al lago ignorándolos a todos con todos los animales de granja siguiéndola. Cuando llegó al lago, se adentró con gracia en el agua fría que desaparecía bajo la superficie, seguida por todos los animales de granja.

### Los médicos de Myddfai
Su marido estaba devastado y pasó el resto de su vida en el arrepentimiento y remordimiento.  Su granja y su negocio se arruinaron con la pérdida de sus animales y toda su suerte se había ido. Vivió el resto de su vida en la desesperación, anhelando a su esposa.   Sus tres hijos se quedaron con él y lo cuidaron lo mejor que pudieron.  A veces los chicos iban al lago a buscar y llamar a su madre.  Un día ella se les apareció desde el lago y les enseñó las artes de la medicina y la herboristería. Les dijo que serían grandes curanderos que enseñarían medicina y fitoterapia a los humanos y que se les conocería como los Médicos de Myddfai.

## Acceso

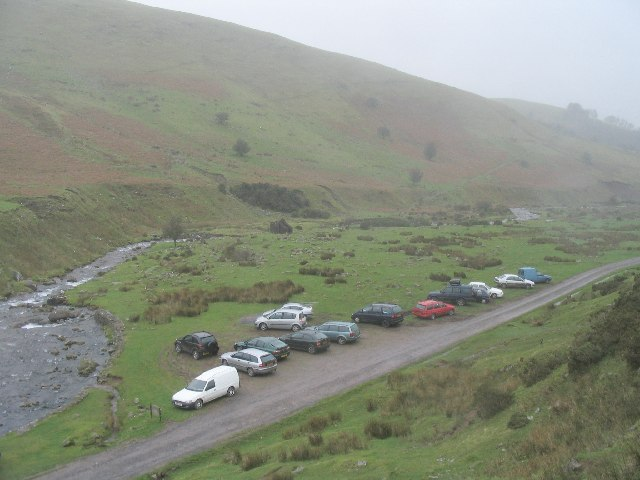
Parking.

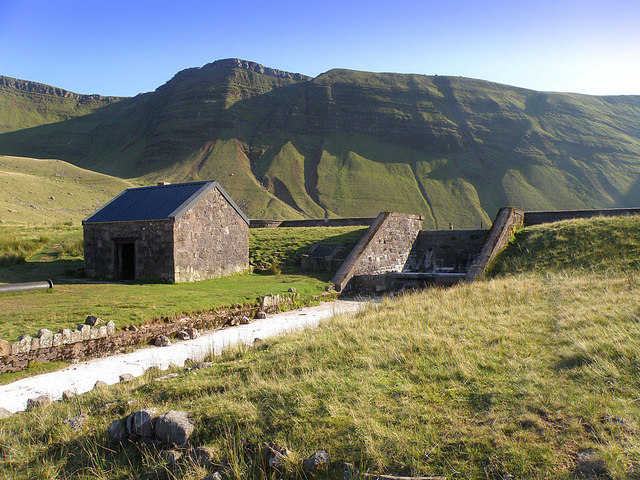
Chozo de Llyn y Fan Fach.

Se puede llegar al lago a pie por el camino de la junta de agua hasta la pequeña presa del lago. Hay un parking al final de la carretera de una sola vía a la que se llega por un camino con mala señalización desde Llanddeusant. La pista pasa filtros de arena y construcciones asociadas (como por ejemplo chozas). Aproximadamente en la mitad de la colina, hay un chozo sin ventanas junto a la pared de la presa. El refugio normalmente no está cerrado con llave, y aunque hay un hogar, no hay ningún elemento con el cual se pueda hacer fuego en las cercanías. No hay ventanas, así que el caminante tendrá que traer su propia iluminación. Un sendero continúa hacia el oeste por la ladera hasta la escarpa. Se han colocado barreras de madera para dirigir el camino hacia un lado y permitir que el tepe dañado se recupere. El camino sigue el borde del acantilado, alcanzando las cumbres de Waun Lefrith y Picws Du, ambas con vistas al lago. Hay muchos barrancos profundos que bajan de la cima al acantilado, y numerosos farallones cerca de la cima. Beacons Way sigue la cresta desde las cumbres del lago. Forma una ruta alternativa hacia o desde la montaña hasta el camino de la presa. Este camino llega al pueblo de Llanddeusant más directamente, y da acceso al albergue juvenil del pueblo.

## Fauna

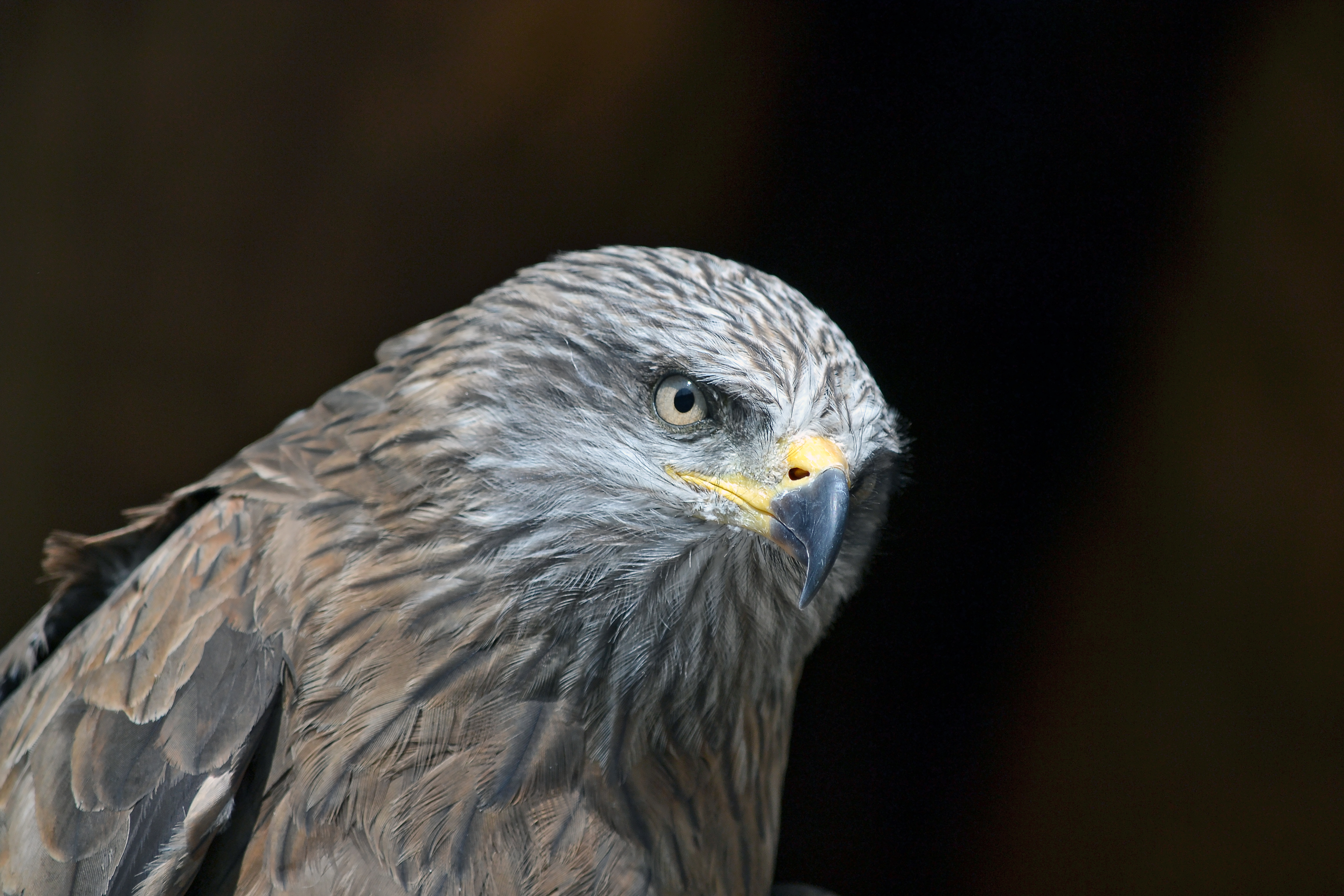
Milano real.

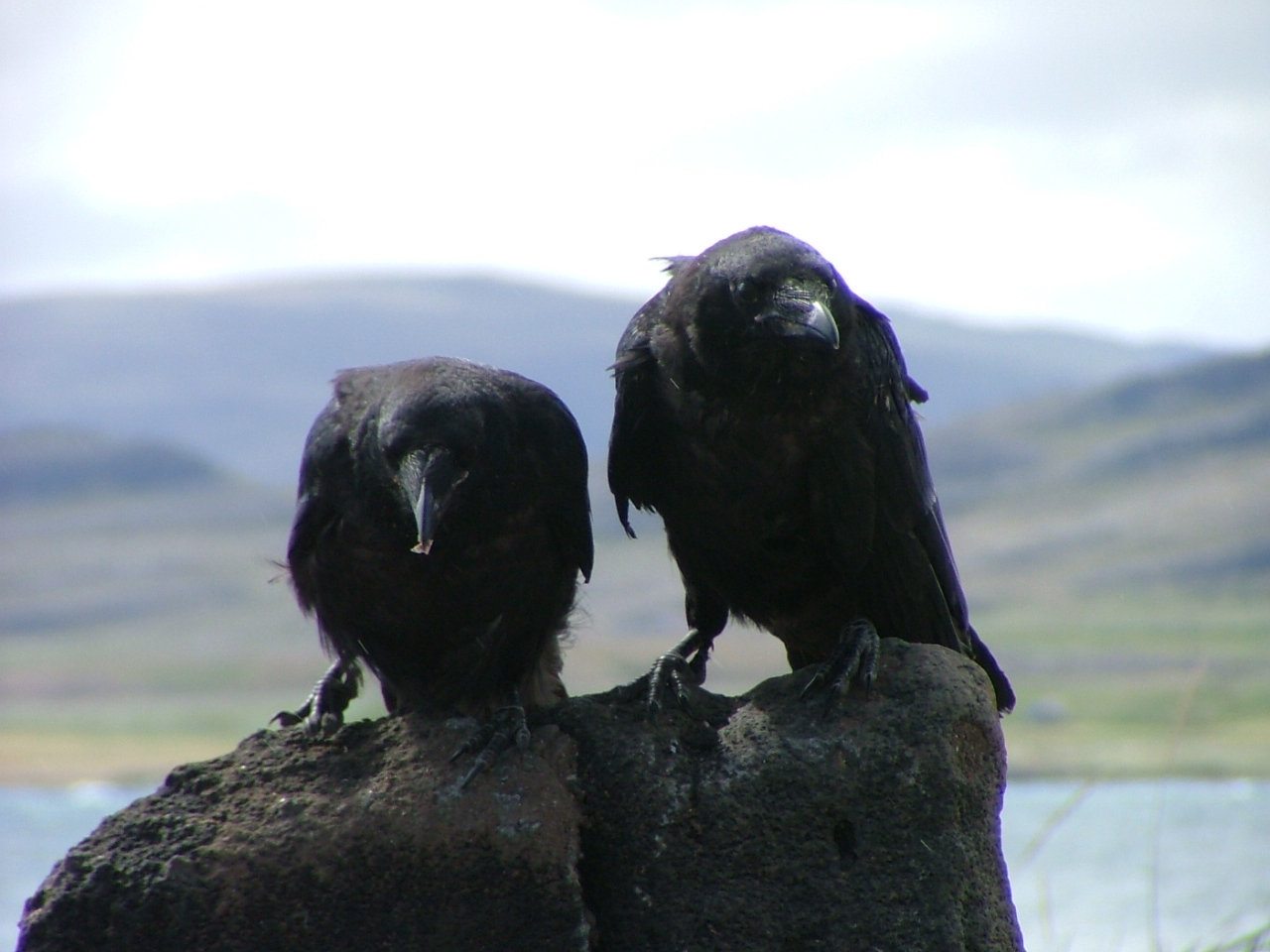
Cuervo grande.

Hay numerosas especies diferentes de aves en el área, incluyen el milano real, el busardo ratonero común, el cernícalo, la corneja negra, el cuervo grande y la alauda son los nombres de algunas de las aves más comunes. Los primeros pájaros a menudo se pueden encontrar volando en las corrientes ascendentes cerca de los acantilados, así como en las térmicas del valle de abajo. El milano real estaba antes restringido a esta y a las áreas adyacentes en Gales del Sur como Mynydd Mallaen, principalmente como resultado de la persecución por parte de los granjeros y los guardas de coto, pero las actitudes han cambiado ahora. Se pensaba que las aves de presa se alimentaban de Galliformes como el Lagópodo escocés, aunque las pruebas demostraron que sobreviven principalmente de carroña, como muchas otras aves de presa. El cernícalo y el busardo ratonero están ampliamente distribuidos, pero el cuervo grande está limitado a las montañas más altas. Hay una amplia distribución de mamíferos como el topillo agreste, el zorro y el tejón, así como muchos pájaros cantores. La alauda es abundante debido a los extensos pastizales ásperos presentes debajo de los principales picos que permiten la anidación en el suelo de la especie. Las motacillas son comunes cerca de los arroyos y torrentes que corren desde las cimas de las colinas.

## Otras lecturas
Hay algunas versiones de la leyenda de La Dama del lago en galés e inglés.
- T. Gwynn Jones, Welsh     Folklore and Folk-custom (1930; new edition 1979). Tt. 61-4.     Background and a lot of interesting details.
- David Conway, 'The Magic Of     Herbs' (1973 pub Jonathan Cape then Fletcher & Son Ltd; 1975 pub     Granada Publishing Limited, Mayflower Books Ltd) in English

## Enlaces de interés
- www.geograph.co.uk : photos of Llyn y Fan Fach and surrounding area
- Virtual reality panorama of Llyn y Fan Fach Archivado el 23 de julio de 2011 en Wayback Machine.
- Llyn y Fan Fach and Llyn y Fan Fawr Circular Walk
- #The lady of the lake' : a motif analysis of the legend #The lady of Llyn y Fan Fach' and a comparison with twentieth century works. Archivado el 15 de enero de 2020 en Wayback Machine.

- Datos: Q3397034
- Multimedia: Llyn y Fan Fach / Q3397034